# Halo (франшиза)
Halo ([ˈheɪləʊ], в переводе с англ. — «Орео́л») — медиафраншиза боевой фантастики, созданная компанией Bungie.
Основана на оригинальной трилогии компьютерных игр в жанре шутера от первого лица. В центре сюжета — события, происходящие в жизни Мастера Чифа (Джон-117), одного из группы суперсолдат под кодовым названием «Спартанцы», и его компаньона — искусственного интеллекта Кортаны. Первая часть серии — Halo: Combat Evolved — была выпущена в 2001 году на Xbox. Игра получила высокие оценки критиков и стала одной из самых лучших в истории консоли. На данный момент, начиная с четвёртой части, разработчиком является компания 343 Industries.
Успех игр привел к распространению франшизы на другие носители: в настоящее время вселенная Halo охватывает множество книг, графических романов, комиксов, короткометражных, анимационных и художественных фильмов, телесериал, а также других лицензионных продуктов. По состоянию на 2012 год, франшиза имела более 50 млн проданных копий по всему миру и $3,38 млрд сборов. По состоянию на февраль 2021 года эта цифра возросла до 81 миллиона экземпляров.

## Состав
| Год  | Название              | Разработчик                      | Платформа                                       | Прим. |
| ---- | --------------------- | -------------------------------- | ----------------------------------------------- | ----- |
| 2001 | Halo: Combat Evolved  | Bungie                           | Xbox, Windows, Mac OS X, Xbox 360               |       |
| 2004 | Halo 2                | Bungie                           | Xbox, Windows                                   |       |
| 2007 | Halo 3                | Bungie                           | Xbox 360, Xbox One, Windows, Xbox Series X/S    |       |
| 2009 | Halo Wars             | Ensemble Studios                 | Xbox 360, Xbox One, Windows                     |       |
| 2009 | Halo 3: ODST          | Bungie                           | Xbox 360, Xbox One, Windows, Xbox Series X/S    |       |
| 2010 | Halo: Reach           | Bungie                           | Xbox 360, Xbox One, Windows, Xbox Series X/S    |       |
| 2012 | Halo 4                | 343 Industries                   | Xbox 360, Xbox One, Windows, Xbox Series X/S    |       |
| 2013 | Halo: Spartan Assault | 343 Industries Vanguard Games    | Windows, Windows Phone, Xbox 360, Xbox One, iOS |       |
| 2015 | Halo: Spartan Strike  | 343 Industries Vanguard Games    | Windows, Windows Phone, iOS                     |       |
| 2015 | Halo 5: Guardians     | 343 Industries                   | Xbox One                                        |       |
| 2017 | Halo Wars 2           | 343 Industries Creative Assembly | Xbox One, Windows                               |       |
| 2021 | Halo Infinite         | 343 Industries                   | Xbox Series X/S, Xbox One, Windows              |       |

### Сборники
| Год  | Название                          | Разработчик                                                                                      | Платформа                          | Прим. |
| ---- | --------------------------------- | ------------------------------------------------------------------------------------------------ | ---------------------------------- | ----- |
| 2014 | Halo: The Master Chief Collection | 343 Industries Saber Interactive Certain Affinity Ruffian Games United Front Games Splash Damage | Xbox One, Windows, Xbox Series X/S | [ 4 ] |

### Обновленные версии
| Год  | Название                         | Разработчик    | Платформа                                    | Прим. |
| ---- | -------------------------------- | -------------- | -------------------------------------------- | ----- |
| 2011 | Halo: Combat Evolved Anniversary | 343 Industries | Xbox 360, Xbox One, Windows, Xbox Series X/S |       |
| 2014 | Halo 2: Anniversary              | 343 Industries | Xbox One, Windows, Xbox Series X/S           |       |

### Отмененные игры
- Halo: Chronicles — эпизодическая игра в жанре интерактивного кино, в разработке которой участвовал Питер Джексон[5].
- Project Orion — MMO-игра по вселенной Halo. Проект разрабатывался Ensemble Studios[6].
- Halo DS — игра для портативной приставки Nintendo DS[7].
- Halo Online — F2P -шутер, основанный на мультиплеере Halo 3 . Проект разрабатывался студией Saber Interactive для ПК эксклюзивно для игроков из России[8].
- Mega Bloks Halo — платформер в стилистике конструктора Mega Bloks . Проект разрабатывался студией N-Space для Xbox 360[9].

## История
| 2001 | Halo: Combat Evolved              |
| 2002 |                                   |
| 2003 |                                   |
| 2004 | Halo 2                            |
| 2005 |                                   |
| 2006 |                                   |
| 2007 | Halo 3                            |
| 2008 |                                   |
| 2009 | Halo Wars                         |
| 2009 | Halo 3: ODST                      |
| 2010 | Halo: Reach                       |
| 2011 | Halo: Combat Evolved Anniversary  |
| 2012 | Halo 4                            |
| 2013 | Halo: Spartan Assault             |
| 2014 | Halo: The Master Chief Collection |
| 2014 | Halo 2: Anniversary               |
| 2015 | Halo: Spartan Strike              |
| 2015 | Halo 5: Guardians                 |
| 2016 |                                   |
| 2017 | Halo Wars 2                       |
| 2018 |                                   |
| 2019 |                                   |
| 2020 |                                   |
| 2021 | Halo Infinite                     |

Halo: Combat Evolved, созданная компанией Bungie Studios, была выпущена Microsoft Game Studios в 2001 году на приставках Xbox и в 2003 году — для Windows и macOS. Через 3 года последовал выпуск продолжения — Halo 2 была выпущена в 2004 году для консолей Xbox, а в 2007 году состоялся выход версии для Windows. Последняя часть оригинальной трилогии, Halo 3, вышла в 2007 году на консолях Xbox 360. В том же году было объявлено о том, что Bungie вновь становится независимой компанией, но при этом права на серию Halo остаются у Microsoft.
В честь десятилетия Halo: Combat Evolved в 2011 году вышло переиздание игры Halo: Combat Evolved Anniversary с обновленной графикой для Xbox 360. В 2014 году оно было включено в Halo: The Master Chief Collection. Halo 4, разработанная 343 Industries, была выпущена компанией Microsoft Studios в 2012 году на консоль Xbox 360. В честь десятилетия Halo 2 в 2014 году вышло переиздание игры Halo 2 Anniversary с обновленной графикой для Xbox One. Оно было включено в Halo: The Master Chief Collection. Halo 5: Guardians, разработанная 343 Industries, выпущена компанией Microsoft Studios в октябре 2015 года на консоль Xbox One. В честь выхода Halo Wars 2 в 2016 году вышло переиздание первой части под названием Halo Wars: Definitive Edition для Xbox One и Windows.
13 марта 2019 года был анонсирован выход Halo: The Master Chief Collection на ПК, в который также вошли Halo: Reach и Halo 3: ODST. В начале 2022 года на экраны вышел телесериал Halo.
Шестая основная часть, Halo Infinite, вышла 8 декабря 2021 года. Многопользовательская составляющая Halo Infinite была выпущена раньше — с 15 ноября 2021 года (в стадии открытого бета-тестирования). В отличие от предыдущих частей серии, многопользовательская часть игры является free-to-play.

## Вселенная Halo
Сюжет серии Halo повествует о войне людей, представленных силами Космического Командования Объединённых Наций (ККОН) и религиозного союза нескольких инопланетных рас — Ковенант. Люди изо всех сил сражаются за выживание, но всё же сдают свои позиции на всех фронтах. Последней надеждой в этих условиях стал проект SPARTAN-II — программа создания людей со сверхспособностями, которые стали самым эффективным оружием в борьбе с пришельцами.

### Космическое Командование Объединённых Наций
Космическое Командование Объединённых Наций (ККОН, англ. United Nations Space Command) — главная фракция будущего человечества и главный протагонист оригинальной трилогии Halo. ККОН было сформировано в середине 2160-х годов под эгидой Организации Объединённых Наций и впоследствии стало военной ветвью Объединённого правительства Земли (ОПЗ). По словам архитекторов сюжета Halo Фрэнка О’Коннера и Роберта Маклиса, во время событий Halo в XXVI веке ККОН обладает значительно большей властью, чем его гражданский аналог.
До начала войны с Ковенантом человечество было охвачено смутой, а отдаленные колонии боролись за независимость от ОПЗ. Чтобы помочь подавить восстания, ККОН заказал крайне секретный проект «Спартанец», ответственный за разработку четырёх поколений уникальных, высококвалифицированных пехотинцев, называемых спартанцами, которые действуют в энергетической броне, известной как MJOLNIR. Главный играбельный персонаж основной трилогии, Джон-117, является спартанцем. Спартанцы выполняли секретные миссии против повстанцев и мятежников. Когда Ковенант начал уничтожать внешние колонии, спартанцы стали лучшей надеждой человечества в борьбе с технологическим превосходством Ковенанта.

#### Мастер Чиф
Мастер Чиф Джон-117, которого обычно называют просто Мастер Чиф, является главным протагонистом и основным игровым персонажем большинства игр серии Halo. Он — один из спартанцев, элитной группы улучшенных солдат, которых с детства воспитывают как суперсолдат. В игре его озвучивает чикагский диджей Стив Даунс. 
В экранизациях роль Джона-117 сыграли:
- Дэниел Кадмор в Halo 4: Forward Unto Dawn и
- Пабло Шрайбер в сериале Paramount+.

#### Джейкоб Киз
Джейкоб Киз (озвученный Питом Стэкером) — капитан ККОН. Его первое хронологическое появление — в романе «Падение Предела», где он, будучи молодым лейтенантом, сопровождает доктора Кэтрин Холси в её миссии по отбору возможных участников проекта SPARTAN-II.
17.08.2552 (по военному времени) вышедший три месяца назад со стапелей верфи Предела эсминец ККОН «Ирокез» (на новый корабль даже не успели поставить ИИ), вооруженный двумя ОМУ, двадцатью шестью усиленными установками «Лучник» и тремя ядерными торпедами «Шива», под командованием коммандера Джейкоба «Учителя» Киза нёс плановое патрулирование системы сигмы Октана (население IV планеты составляло семнадцать миллионов граждан).
Коммандер Киз получал отчёты с поста станции слежения «Архимед», и на основе теоретической научной статьи капитан-лейтенанта Фхаджад-034 (одного из оставшегося служивших Флоту калек из проекта Спартанцы) „Пространственно-массовая компрессия в пространстве Шоу-Фудзикавы (также известная как «пространство скольжения»)“, которую он в то время читал, сумел вовремя правильно оценить изображение из отчёта как наложение силуэтов эсминцев флота вторжения Ковенанта.
Поставив в известность о неизбежном вторжении флотское командование и понимая, что не успеет дождаться подхода поддержки флота (фрегатов «Верный» и «Геттисберг»), коммандер Киз задействовал „Протокол Коула“ и принял бой с превосходящими силами вторжения: эсминцу ККОН противостояли крейсер, эсминец и два сопровождающие их фрегата. Коммандер Киз сперва проявил талант, вручную проведя сложнейшие астронавигационные расчёты, и затем смелость, произведя невероятно сложный манёвр (позднее названный его именем), что позволило эсминцу ККОН таранить и в бою добить эсминец ковенантов. В последующем бою, вопреки невозможным шансам, ему удалось победить оба фрегата. Оставшийся крейсер ковенантов предпочёл бегство.
За храбрость, проявленную Кизом во время битвы с Ковенантом, и сделавший его известным победу, которая смогла воодушевить силы флота и войск ККОН, лично от адмирала Майкла Стенфорта 18.08.2552 Киз получил звание капитана.
В игре Halo: Combat Evolved Киз ведет свой корабль «Столп осени» к Ореолу. Там Киз возглавляет партизанское восстание против Ковенанта. Захваченный и ассимилированный паразитирующим Потопом, он погибает от руки Мастера Чифа.
В телесериале Дэнни Сапани играет другую итерацию Киза.

#### Миранда Киз
Командор Миранда Киз — дочь Джейкоба Киза и Кэтрин Холси. Миранда появляется в Halo 2, Halo 3 и в последней главе романа «Halo: Протокол Коула». В Halo 2 она поддерживает Мастера Чифа в его сражениях и помогает сержанту-майору Джонсону и Арбитру остановить активацию массива Ореолов. В Halo 3 Киз пытается спасти Джонсона, когда он захвачен Ковенантом, чтобы активировать Ковчег; при попытке она погибает. В Halo 2 Кис озвучивала Джули Бенц. Бенц сказала, что ей нравится работать голосом за кадром и что она стала голосом Киз по чистой случайности. Когда IGN спросил Бенц, что она думает о своем персонаже, она призналась, что не играла в игру. Роль была переиграна для Halo 3, где её озвучил Джастис Болдинг. В телесериале Олив Грей играет другую итерацию Миранды Киз.

#### Кэтрин Холси
Доктор Кэтрин Элизабет Холси — гражданский учёный. Она работает с военными над проектом SPARTAN-II, создавая самое эффективное оружие человечества против восстаний, а затем в войне с Ковенантом. Кортана получена из клонированного мозга Холси. Джен Тейлор, которая также озвучивает Кортану, обеспечивает озвучивание и захват движения Холси, в Halo: Reach, Halo 4 и Halo 5: Guardians. В аниме Halo Legends персонажа озвучивает Шелли Кален-Блэк. Наташа Макэлхоун играет персонажа в телесериале.

### Ковенант
Теократическая гегемония, состоящая из множества рас инопланетян, ведомые кастой религиозных лидеров под названием Пророки. Являются основными антагонистами серии. Альянс поклоняется древней инопланетной расе, известной как Предтечи, и ищет реликвии своих богов. В романе «Halo. Контакт на Жатве» рассказывается, что светила Ковенанта, устройства, которые ищут реликвии Предтеч, обнаружили огромный тайник с реликвиями на человеческой колонии Харвест. Пробудившийся искусственный интеллект Предтеч Мендикант Биас открывает трем политикам Ковенанта, что «реликвии» на самом деле являются самими людьми — Биас идентифицирует их как потомков своих создателей. Обеспокоенное тем, что раскрытие такого секрета уничтожит Ковенант, руководство Верховного Пророка вместо этого приказывает Ковенанту уничтожить человечество и его ККОН как оскорбителя богов. Это приводит к поиску Ореола (англ. Halo), древнего оружия, разработанного Предтечами для сдерживания потопа, которое было уничтожено ККОН в Halo: Combat Evolved. В Halo 2 Ковенант раскалывается на части в ходе гражданской войны, когда Элиты узнают о предательстве своих лидеров; в итоге Элиты вступают в союз с человечеством, чтобы помешать остальным членам Ковенанта активировать Ореол в попытке последовать за Предтечами к божественности. В Halo 3 Ковенант полностью уничтожается во время битвы на Ковчеге совместными силами Элитов и ККОН.

### Предтечи
Предтечи (англ. Forerunners) — это давно исчезнувший вид, который впервые загадочно упоминается в игре Halo: Combat Evolved. В играх о Предтечах мало что известно, но некоторые из них (в частности, Библиотекарь) считают человечество наиболее подходящим претендентом на Мантию, роль которой ранее принадлежала Предтечам. Следовательно, человечество — единственная раса, которой Библиотекарь позволяет получить индексы, необходимые для повторной активации сети Ореолов.
Согласно официальной предыстории серии, Предтечи пришли к власти после того, как успешно восстали против своих создателей: Предшественников (англ. The Precursors). Чтобы гарантировать, что Предшественники никогда больше не будут угрожать их существованию, Предтечи истребили их, кроме одного заключенного, которого они назвали Изначальным. На пике своего могущества Предтечи образовали галактическую империю за более чем 100 000 лет до событий основной сюжетной линии Halo. Предтечи успешно узурпировали у Предшественников Мантию — защиту всего живого в галактике.
Гораздо позже им угрожал паразитический Потоп. Предтечи приняли меры, но паразит был неудержим. Группа Предтеч придумала план, как остановить Потоп раз и навсегда: они построили установку, известную как Ковчег, которая создала семь кольцеобразных мегаструктур, названных «Ореолами». Массив Ореолов, будучи активированным, уничтожал всё живое в радиусе действия, лишая Потоп пищи.
Выждав столько, сколько могли, и путешествуя по галактике для сбора видов на планетах, которые впоследствии будут использованы для «засева» галактики, Предтечи активировали Массив и исчезли. Хотя распространение паразита по галактике было остановлено, Предтечи заплатили страшную цену: они и вся разумная жизнь, способная поддерживать Потоп в галактике, были уничтожены. Ковенант поклоняется Предтечам как божествам и неустанно ищет реликвии Предтеч. Причина исчезновения Предтеч раскрывается в Halo: Combat Evolved, когда искусственный интеллект Кортана проникает в одну из компьютерных сетей Ореола и узнает истинное предназначение Ореолов. В рассказе Halo: Fractures «Promises to Keep» рассказывается, что выжившие Предтечи изгнали себя из галактики после засева жизни, что заняло около века.

### Потоп
Высокозаразная, паразитическая раса, вбирающая в себя разумных индивидов, которой движет желание заразить, убить или поглотить все живое, с чем она сталкивается. Впервые Потоп появляется в игре Halo: Combat Evolved, когда Ковенант выпускает из стазиса несколько захваченных особей на установке 04; паразит распространяется и угрожает вырваться из кольца, пока Мастер Чиф не дестабилизирует установку мощным взрывом, исходящим из корабля «Столп Осени». Позднее в Halo 2 его также находят на установке 05 вместе с Могильным Разумом, огромным щупальцевидным существом, которое действует как центральный интеллект паразита. В Halo 3 Потоп достигает Ковчега Ореолов, используя гигантский священный город Ковенанта — Высшее Милосердие. Затем Мастер Чиф снова побеждает Потоп, выстрелив в неполную замену установки 04, которая повреждает, но не уничтожает Ковчег. Могильный Разум, присутствующий на кольце, когда оно взрывается от напряжения, признает поражение, но настаивает, что это только замедлит, а не остановит Потоп.

## Оригинальная трилогия Bungie
События Halo: Combat Evolved начинаются на космическом корабле «Столп осени», на котором в криогенной камере находится один из Спартанцев — Мастер Чиф (Джон-117). Корабль совершает прыжок вслепую через гиперпространство и выходит из него рядом с таинственным инопланетным артефактом под кодовым названием «Ореол» (англ. Halo). Части флотилии Ковенанта удалось отследить прыжок «Столпа осени» и начать атаку на корабль. После нахождения Ковенант принимает данный мир-кольцо за священный артефакт. По ходу Combat Evolved Джон выясняет, что «Ореол» является супер-оружием, способным уничтожить всю разумную жизнь в радиусе 25000 световых лет. И главному герою ставится задача уничтожить кольцо.
В Halo 2 повествование ведётся от лица двух главных героев: Мастер Чиф продолжает противостоять Ковенанту под предводительством трёх Пророков, а новый главный герой — элит Арбитр изначально выполняет приказы руководства Ковенанта, а позже вместе с другими элитами присоединяется к Чифу в войне против Ковенанта.
В ходе событий Halo 3 Мастер Чиф и Арбитр оказываются возле «Ковчега», огромного космического сооружения — гораздо больше «Ореола». Там им едва удаётся остановить Пророка Истины, прежде чем он смог бы активировать все «Ореолы» в галактике — это бы уничтожило всё разумное в пределах 3-х радиусов Галактики. Казнив Пророка Истины, Арбитр и Мастер Чиф узнают, что Ковчег находится в процессе создания ещё одного «Ореола» взамен того, которое уничтожил Мастер Чиф. Решив активировать «Ореолы», чтобы уничтожить прибывший Потоп, Мастер Чиф и Арбитр сперва летят на «Высокое Милосердие», чтобы забрать оттуда Кортану, которая всё ещё в плену у Грэйвмайнда — лидера Потопа из второй части.
Ролик после финальных титров показывает, что Мастер Чиф и Кортана отделились от Арбитра, когда секция корабля оторвалась во время прыжка. Дрейфуя в космосе, Кортана посылает маячок с сигналом о помощи, а Чиф садится в анабиозную камеру, ожидая спасения. Если игру пройти на Легендарной сложности, то видео продолжается сценой, где видна неизвестная планета, к которой приближается обломок.

## Восприятие
| Дата            | Всего проданных единиц | Прим.  |
| --------------- | ---------------------- | ------ |
| 30 августа 2007 | 14,5+ млн.             | [ 21 ] |
| 8 января 2009   | 25+ млн.               | [ 22 ] |
| 31 октября 2012 | 46+ млн.               | [ 23 ] |
| 19 октября 2014 | 60+ млн.               | [ 24 ] |
| 13 июля 2015    | 65+ млн.               | [ 25 ] |
| 24 февраля 2021 | 81+ млн.               | [ 26 ] |

Игра получила положительные оценки критиков, отметивших увлекательный сюжет и захватывающий геймплей. На основе 68 обзоров Metacritic выставил Halo: Combat Evolved рекордные 97 баллов из 100 возможных.
Сразу же после релиза Halo 2 стал самой популярной игрой в Xbox Live и удерживал это место до релиза Gears of War для Xbox 360, выпущенного двумя годами позже. К 20 июня 2006 года было сыграно более 500 миллионов игр в Halo 2 и было потрачено более 710 миллионов часов игры в Xbox Live; к 9 мая 2011 года число новых игроков увеличилось более чем на 5 миллионов. В ноябре 2008 года Halo 2 был признан самой продаваемой игрой для приставок шестого поколения. Было продано 8.46 миллиона копий по всему миру, из них по меньшей мере 6.3 миллиона копий в США.
Критики приняли игру в основном положительно, с широким публичным восхвалением сильной многопользовательской составляющей, но в то же время кампания оказалась в центре критики за её оборванное окончание. На основе 91 обзора Metacritic поставил Halo 2 95 баллов.
Игра получила положительные оценки критиков. На основе 86 обзоров Metacritic выставил Halo 3 94 балла из 100 возможных.